# مقاطعة خوجاوند
مقاطعة خوجاوند (بالأذرية: Xocavənd rayonu) - الوحدة الإدارية والإقليمية في جنوب غرب أذربيجان، أنشئت في 26 نوفمبر عام 1991. والمركز الإداري هو مدينة خوجاوند.
إحتلت مركز المقاطعة من قبل القوات المسلحة الأرمنية في 2 أكتوبرا عام 1992. وقد حررت القوات المسلحة الأذربيجانية بلدة هادروت وجميع القرى من قبض الاحتلال في 9 أكتوبرا عام 2020.

## تاريخها وجغرافية
وتقع خوجاوند مقاطعة بين أغدام – فيزولي. تشترك في الحدود مع مقاطعة آقدام و مقاطعة خوجالي و مقاطعة شوشا في الشمال، و مقاطعة لاتشين ومقاطعة قبادلي في الغرب، و مقاطعة جبرائيل ومقاطعة فضولي في الجنوب و مقاطعة آقجبدي في الشرق.
إغاثتها هي جبلية في الغالب. وتبلغ ارتفاع مقاطعة 500 إلى 2724 مترا تقريباونسماتها هي واحد وأربعون ألف. تجري الأنهار كوريجاي وخاناشينجاي، تشايلوخ عبر مقاطعة.
مساحتها هي 1458 كم مربع.
إحتلت مقاطعة خوجاوند من قبل القوات المسلحة الأرمنية في 2 أكتوبرا عام 1992.
وقد حررت القوات المسلحة الأذربيجانية بلدة هادروت وجميع القرى من قبض الاحتلال في 9 أكتوبرا عام 2020 إثناء حرب مرتفعات قرة باغ 2020.